# 松岡雅雄
松岡 雅雄（まつおか まさお、1957年5月 - ）は、日本の医学者、京都大学名誉教授。元京都大学ウイルス研究所教授。現在は熊本大学病院 副院長・中央検査部長。医学博士。

## 経歴
＜主な出典：＞
- 1982年3月 - 熊本大学医学部卒業
- 1988年3月25日 - 熊本大学大学院医学研究科博士課程修了。医学博士1号授与、論文名は「T3 surface molecules on adult T cell leukemia cells are modulated in vivo(ATL細胞のT3抗原の解析)」[3]
  - カリフォルニア大学バークレー校 研究員
- 1992年7月 - 熊本大学医学部附属病院 助手
- 1994年 - 日本血液学会奨励賞 受賞
- 1998年5月 - 熊本大学医学部附属病院 講師
- 1999年4月 - 京都大学ウイルス研究所 教授
- 2010年4月 - 京都大学ウイルス研究所 所長（2014年3月まで）
- 2011年2月15日 - マウス実験で成人T細胞白血病とHTLV-I関連脊髄症の原因遺伝子を特定したと発表した[4]。
- 2014年4月 - 京都大学ウイルス研究所附属ヒトレトロウイルス研究施設長
- 2016年7月 - 熊本大学生命科学研究部 血液・膠原病・感染症内科学教授、感染免疫診療部部長
- 2018年4月 - 熊本大学医学部附属病院がんセンター長、治験支援センター長
- 2019年10月 - 熊本大学病院 副院長（現任中）
- 2020年
  - 2月 - 京都大学名誉教授[5]
  - 4月 - 熊本大学病院中央検査部長（現任中）
- 2021年 - ベルツ賞2等賞受賞

## 著作物
博士論文
- 1988年 - 『ATL細胞のT3抗原の解析』熊本大学 甲第697号

文部省科学研究費補助金研究成果報告書
- 1997年～1998年 - 『成人T細胞白血病の発症、進展に関わる遺伝子の同定および解析』京都大学
- 1999年～2000年 - 『成人T細胞白血病における多段階発癌の分子病態』京都大学
- 2002年～2004年 - 『造血器腫瘍における異常DNAメチル化遺伝子同定による発癌機構の解明と診断への応用』京都大学

## 参考資料
- 松岡 雅雄 | 研究者情報 | J-GLOBAL 科学技術総合リンクセンター
- 国立国会図書館オンライン